# Stankovo, Brežice
Stankovo este o localitate din comuna Brežice, Slovenia, cu o populație de 9 locuitori.